# Hugo (Oklahoma)
Hugo és una ciutat dels Estats Units a l'estat d'Oklahoma. Segons el cens del 2000 tenia 5.536 habitants.

## Demografia
Segons el cens del 2000, Hugo tenia 5.536 habitants, 2.309 habitatges, i 1.415 famílies. La densitat de població era de 385,8 habitants per km².
Cap de les famílies estaven per davall del llindar de pobresa.

## Poblacions més properes
El següent diagrama mostra les poblacions més properes.